# Return of Wax
Return of Wax è l'undicesimo album reggae/dub del gruppo musicale giamaicano The Upsetters, registrato nel 1975 negli studi di registrazione Black Ark, prodotto da Lee "Scratch" Perry e pubblicato nel 1975 dall'etichetta musicale DIP su LP.

## Ristampe
L'album è stato ristampato nel 1998 dalla Justice League sia su LP che su CD.
L'album è stato pubblicato, a nome di Lee Perry & The Upsetters, anche su Dubstrumentals, un doppio CD del 2005 su etichetta Trojan Records e contenente tre album reggae/dub pubblicati da Perry nel 1975: Kung Fu Meets the Dragon, Return of Wax e Musical Bones.

## Tracce

### Lato A
1. Last Blood
2. Deathly Hands
3. Kung Fu Warrior
4. Dragon Slayer
5. Judgement Day

### Lato B
1. One Armed Boxes
2. Big Boss
3. Fists of Vengeance
4. Samurai Swordsman
5. Final Weapon